# 十時莉音
十時 莉音（ととき りお）は、日本の女性声優。

## 経歴
2013年7月、NHK Eテレのテレビ番組『Rの法則』で行われた「第1回R's声優スタジアム」に参加。決勝戦まで勝ち進むも、学校行事を優先するため決勝戦は辞退した。
同年12月、同番組の「第2回R's声優スタジアム」に参加。優勝を果たす。その後、優勝特典として、テレビアニメ『おじゃる丸』に「ムシ美」役でゲスト出演した。
第1回、第2回R's声優スタジアムの審査員であった大地丙太郎の目にとまり、2016年放送のテレビアニメ『とんかつDJアゲ太郎』にてデビュー。

## 出演
太字はメインキャラクター。

### テレビアニメ
- おじゃる丸（2016年 - 2025年、ムシ美、カナ子、しゅうぺい、ギリ子、月子、マイマイ 他）
- とんかつDJアゲ太郎（2016年、勝又ころも）
- かくしごと（2020年、女性D）

### 劇場アニメ
- 劇場編集版 かくしごと -ひめごとはなんですか-（2021年）